# Rezerwat przyrody Biele Chojnowskie
Rezerwat przyrody Biele Chojnowskie – florystyczny rezerwat przyrody położony na terenie gminy Piaseczno na północ od Uroczyska Biele. Znajduje się na terenie Chojnowskiego Parku Krajobrazowego. Powstał w 1979, powierzchnia parku wynosi 14,1 ha.
Utworzony w celu ochrony bogatego stanowiska wiciokrzewu pomorskiego (Lonicera periclymenum), rośliny rosnącej w pasie przymorskim i będącej na Mazowszu osobliwością przyrodniczą nieznanego pochodzenia. W rezerwacie chronione są również fragmenty naturalnego lasu łęgowego.